# Ахмед Хегази (футболист)
Ахмед Эль-Саед Хегази (араб. أحمد حجازي‎; род. 25 января 1991, Исмаилия) — египетский футболист, защитник клуба «Неом» и сборной Египта. Участник летних Олимпийских игр 2012 в Лондоне и чемпионата мира 2018 года.

## Клубная карьера
Хегази начал карьеру в клубе «Исмаили» из своего родного города. В 2009 году он дебютировал за команду в чемпионате Египта. В декабре 2011 года итальянская «Фиорентина» выкупила трансфер Ахмеда за 1,5 млн евро. 18 ноября 2012 года в матче против «Аталанты» он дебютировал в Серии А, заменив во втором тайме Факундо Ронкалью. 28 ноября в поединке Кубка Италии против «Юве Стабия» Хегази забил свой первый гол за «фиалок». В том же году Ахмед получил травму, которая оставила его вне игры на полгода.
В начале 2015 года для получения игровой практики Хегази перешёл в «Перуджу» на правах аренды. 7 февраля в матче против «Модены» он дебютировал в Серии B.
Летом 2015 года Ахмед подписал контракт на пять лет со столичным «Аль-Ахли». Летом 2017 года Хегази на правах аренды перешёл в английский «Вест Бромвич Альбион». 12 августа в матче против «Борнмута» он дебютировал в английской Премьер-лиге. В этом же поединке Хегази забил свой первый гол за «Вест Бромвич Альбион».

## Международная карьера
В 2009 году Хегази в составе молодёжной сборной Египта принял участие в домашнем молодёжном чемпионате мира. На турнире он сыграл в матчах против команд Тринидада и Тобаго и Коста-Рики. В 2011 году Хегази во второй раз принял участие в молодёжном чемпионате мира в Колумбии. На турнире он сыграл в матчах против команд Бразилии, Панамы, Австрии и Аргентины. В поединке против панамцев Ахмед забил гол.
14 ноября 2011 года в товарищеском матче против сборной Бразилии он дебютировал за сборную Египта.
В 2012 году Ахмед попал в заявку сборной на участие в Олимпийских играх в Лондоне. На турнире он сыграл в матчах против сборных Японии, Бразилии, Новой Зеландии и Беларуси. 4 июня 2013 года в поединке против сборной Ботсваны Хегази забил свой первый гол за национальную команду.
В 2017 году в составе сборной Хегази стал серебряным призёром Кубка Африки в Габоне. На турнире он сыграл в матчах против команд Марокко, Ганы, Камеруна, Буркина-Фасо, Мали и Уганды.
В 2018 году Хегази принял участие в чемпионате мира в России. На турнире он сыграл в матчах против команд Уругвая, России и Саудовской Аравии.

### Голы за сборную Египта
| #   | Дата            | Место                                        | Противник | Счёт | Результат | Соревнование             |
| --- | --------------- | -------------------------------------------- | --------- | ---- | --------- | ------------------------ |
| 01. | 4 июня 2013     | Каирский международный стадион, Каир, Египет | Ботсвана  | 1:1  | 1:1       | Товарищеский матч        |
| 02. | 16 октября 2018 | Мавусо Спорт Сентр, Манзини, Свазиленд       | Свазиленд | 0:1  | 0:2       | Отборочный матч КАН-2019 |

## Достижения
«Аль-Ахли» (Каир)
- Чемпионат Египта по футболу (2): 2015/16, 2016/17
- Обладатель Кубка Египта: 2016/17

Египет
- Кубок африканских наций: 2017